# Ulrich Heckel
Ulrich Heckel (* 1958 in München) ist ein evangelischer Theologe und langjähriger Oberkirchenrat der Evangelischen Landeskirche in Württemberg.

## Leben und Wirken
In Tübingen, wo er aufgewachsen ist, als auch in Edinburgh und Göttingen studierte er Evangelische Theologie. Dem Vikariat von 1984 bis 1987 in Möckmühl folgte von 1987 bis 1992 eine Assistenzstelle am Lehrstuhl für Neues Testament bei Martin Hengel in Tübingen. Von 1992 bis 2006 war er Pfarrer an der Reuschkirche in Göppingen und leitete von 2003 bis 2008 die Landesarbeitsgemeinschaft Evangelischer Bildungswerke (LageB) in Württemberg. Von März 2008 bis Juni 2024 leitete er das Dezernat 1 Theologie, Gemeinde und weltweite Kirche im Oberkirchenrat der Evangelischen Landeskirche in Württemberg. Nach der Promotion mit einer Arbeit über Kraft in Schwachheit bei Paulus in Tübingen 1992 und der Habilitation 2002 ebenda lehrt er dort seit 2006 als außerplanmäßiger Professor für Neues Testament.

## Werke (Auswahl)
- Kraft in Schwachheit. Untersuchungen zu 2. Kor 10 – 13 (= Wissenschaftliche Untersuchungen zum Neuen Testament. Reihe 2. Band 56). Mohr, Tübingen 1993, ISBN 3-16-146061-8 (zugleich Dissertation, Tübingen 1992).
- Schwachheit und Gnade. Trost im Leiden bei Paulus und in der Seelsorgepraxis heute (= Quell-Paperback). Quell, Stuttgart 1997, ISBN 3-7918-3450-9.
- Der Segen im Neuen Testament. Begriff, Formeln, Gesten. Mit einem praktisch-theologischen Ausblick (= Wissenschaftliche Untersuchungen zum Neuen Testament. Band 150). Mohr, Tübingen 2002, ISBN 3-16-147847-9 (zugleich Habilitationsschrift, Tübingen 2002).
- Hirtenamt und Herrschaftskritik. Die urchristlichen Ämter aus johanneischer Sicht (= Biblisch-theologische Studien. Band 65). Neukirchener, Neukirchen-Vluyn 2004, ISBN 3-7887-2034-4.
- mit Petr Pokorný: Einleitung in das Neue Testament. Seine Literatur und Theologie im Überblick (= UTB. Band 2798). Mohr, Tübingen 2007, ISBN 3-8252-2798-7.
  - mit Petr Pokorný: Введение в Новый Завет. Обзор литературы и богословия Нового Завета (= Sovremennaja bibleistika). Izdat. BBI, Moskva 2012, ISBN 978-5-89647-274-2.
  - mit Petr Pokorný: Úvod do Nového zákona. Přehled literatury a teologie (= Edice Teologie). Vyšehrad, Praha 2013, ISBN 80-7429-186-3.
- mit Birgit Weyel, Hans-Joachim Eckstein (Hrsg.): Kompendium Gottesdienst. Der evangelische Gottesdienst in Geschichte und Gegenwart (= UTB Band 3630). Mohr, Tübingen 2011, ISBN 978-3-8252-3630-4.
- Wozu Kirche gut ist. Beiträge aus neutestamentlicher und kirchenleitender Sicht. Mit einem Geleitwort von Wolfgang Huber, Vandenhoeck & Ruprecht, Göttingen 2017, ISBN 3-7887-3250-4.
- mit Christoph Schwöbel, Volker Leppin und Jürgen Kampmann: Luther heute. Ausstrahlungen der Wittenberger Reformation (= UTB. Band 4792). Mohr, Tübingen 2017, ISBN 978-3-8252-4792-8.
- mit Beate Ego, Christoph Rösel: Stuttgarter Erklärungsbibel. Lutherbibel mit Einführungen und Erklärungen. Deutsche Bibelgesellschaft, Stuttgart 2023, ISBN 978-3-438-03333-8.
- Schrift – Kirche und Ökumene – Schöpfung: Neue Beiträge aus neutestamentlicher und kirchenleitender Sicht. Mit einem Geleitwort von Kardinal Walter Kasper, Leipzig 2024, ISBN 978-3-374-07703-8.